# 2022-es Formula–1 amerikai nagydíj
Az amerikai nagydíj a 2022-es Formula–1 világbajnokság tizenkilencedik futama volt, amelyet 2022. október 21. és október 23. között rendeztek meg a Circuit of the Americas versenypályán, Austinban.

## Választható keverékek
| Abroncs              | Friss | Használt |
| -------------------- | ----- | -------- |
| Kemény keverék (C2)  |       |          |
| Közepes keverék (C3) |       |          |
| Lágy keverék (C4)    |       |          |
| Átmeneti esőgumi (I) |       |          |
| Teljes esőgumi (W)   |       |          |

## Szabadedzések

### Első szabadedzés
Az amerikai nagydíj első szabadedzését október 21-én, pénteken délután tartották, magyar idő szerint 21:00-tól.
| helyezés | versenyző          | csapat/motor          | elért idő | különbség | futott kör |
| -------- | ------------------ | --------------------- | --------- | --------- | ---------- |
| 1        | Carlos Sainz Jr.   | Ferrari               | 1:36,857  | −         | 19         |
| 2        | Max Verstappen     | Red Bull-RBPT         | 1:37,081  | +0,224    | 15         |
| 3        | Lewis Hamilton     | Mercedes              | 1:37,332  | +0,475    | 20         |
| 4        | Lance Stroll       | Aston Martin-Mercedes | 1:37,460  | +0,603    | 23         |
| 5        | Sergio Pérez       | Red Bull-RBPT         | 1:37,515  | +0,658    | 19         |
| 6        | Fernando Alonso    | Alpine-Renault        | 1:37,713  | +0,856    | 25         |
| 7        | George Russell     | Mercedes              | 1:37,802  | +0,945    | 23         |
| 8        | Pierre Gasly       | AlphaTauri-RBPT       | 1:37,810  | +0,953    | 24         |
| 9        | Lando Norris       | McLaren-Mercedes      | 1:37,856  | +0,999    | 23         |
| 10       | Sebastian Vettel   | Aston Martin-Mercedes | 1:38,041  | +1,184    | 25         |
| 11       | Esteban Ocon       | Alpine-Renault        | 1:38,102  | +1,245    | 24         |
| 12       | Csou Kuan-jü       | Alfa Romeo-Ferrari    | 1:38,276  | +1,419    | 21         |
| 13       | Alexander Albon    | Williams-Mercedes     | 1:38,422  | +1,565    | 21         |
| 14       | Cunoda Júki        | AlphaTauri-RBPT       | 1:38,898  | +2,041    | 23         |
| 15       | Mick Schumacher    | Haas-Ferrari          | 1:38,922  | +2,065    | 20         |
| 16       | Robert Svarcman    | Ferrari               | 1:38,951  | +2,094    | 21         |
| 17       | Álex Palou         | McLaren-Mercedes      | 1:39,911  | +3,054    | 21         |
| 18       | Théo Pourchaire    | Alfa Romeo-Ferrari    | 1:40,175  | +3,318    | 19         |
| 19       | Logan Sargeant     | Williams-Mercedes     | 1:40,325  | +3,468    | 23         |
| 20       | Antonio Giovinazzi | Haas-Ferrari          | 1:43,063  | +6,206    | 4          |

### Második szabadedzés
Az amerikai nagydíj második szabadedzését október 21-én, pénteken délután tartották, magyar idő szerint 00:00-tól.
| helyezés | versenyző        | csapat/motor          | elért idő | különbség | futott kör |
| -------- | ---------------- | --------------------- | --------- | --------- | ---------- |
| 1        | Charles Leclerc  | Ferrari               | 1:36,810  | −         | 37         |
| 2        | Valtteri Bottas  | Alfa Romeo-Ferrari    | 1:37,525  | +0,715    | 37         |
| 3        | Daniel Ricciardo | McLaren-Mercedes      | 1:37,627  | +0,817    | 40         |
| 4        | Carlos Sainz Jr. | Ferrari               | 1:38,232  | +1,422    | 26         |
| 5        | Mick Schumacher  | Haas-Ferrari          | 1:39,507  | +2,697    | 26         |
| 6        | Lando Norris     | McLaren-Mercedes      | 1:39,547  | +2,737    | 26         |
| 7        | Max Verstappen   | Red Bull-RBPT         | 1:39,575  | +2,765    | 26         |
| 8        | Lewis Hamilton   | Mercedes              | 1:39,698  | +2,888    | 26         |
| 9        | Pierre Gasly     | AlphaTauri-RBPT       | 1:39,840  | +3,030    | 26         |
| 10       | Sergio Pérez     | Red Bull-RBPT         | 1:39,852  | +3,042    | 26         |
| 11       | Kevin Magnussen  | Haas-Ferrari          | 1:40,084  | +3,274    | 24         |
| 12       | Cunoda Júki      | AlphaTauri-RBPT       | 1:40,178  | +3,368    | 26         |
| 13       | George Russell   | Mercedes              | 1:40,562  | +3,752    | 26         |
| 14       | Csou Kuan-jü     | Alfa Romeo-Ferrari    | 1:40,664  | +3,854    | 26         |
| 15       | Lance Stroll     | Aston Martin-Mercedes | 1:40,806  | +3,996    | 26         |
| 16       | Esteban Ocon     | Alpine-Renault        | 1:41,310  | +4,500    | 26         |
| 17       | Fernando Alonso  | Alpine-Renault        | 1:41,334  | +4,524    | 26         |
| 18       | Alexander Albon  | Williams-Mercedes     | 1:41,853  | +5,043    | 26         |
| 19       | Sebastian Vettel | Aston Martin-Mercedes | 1:41,857  | +5,047    | 26         |
| 20       | Nicholas Latifi  | Williams-Mercedes     | 1:42,317  | +5,507    | 26         |

### Harmadik szabadedzés
Az amerikai nagydíj harmadik szabadedzését október 22-én, szombaton délután tartották, magyar idő szerint 21:00-tól.
| helyezés | versenyző        | csapat/motor          | elért idő | különbség | futott kör |
| -------- | ---------------- | --------------------- | --------- | --------- | ---------- |
| 1        | Max Verstappen   | Red Bull-RBPT         | 1:35,825  | −         | 22         |
| 2        | Charles Leclerc  | Ferrari               | 1:36,145  | +0,320    | 18         |
| 3        | Carlos Sainz Jr. | Ferrari               | 1:36,271  | +0,446    | 24         |
| 4        | Sergio Pérez     | Red Bull-RBPT         | 1:36,397  | +0,572    | 20         |
| 5        | Lewis Hamilton   | Mercedes              | 1:36,401  | +0,576    | 17         |
| 6        | Fernando Alonso  | Alpine-Renault        | 1:36,928  | +1,103    | 14         |
| 7        | George Russell   | Mercedes              | 1:37,064  | +1,239    | 21         |
| 8        | Sebastian Vettel | Aston Martin-Mercedes | 1:37,151  | +1,326    | 19         |
| 9        | Lance Stroll     | Aston Martin-Mercedes | 1:37,215  | +1,390    | 20         |
| 10       | Pierre Gasly     | AlphaTauri-RBPT       | 1:37,290  | +1,465    | 18         |
| 11       | Valtteri Bottas  | Alfa Romeo-Ferrari    | 1:37,310  | +1,485    | 23         |
| 12       | Lando Norris     | McLaren-Mercedes      | 1:37,449  | +1,624    | 19         |
| 13       | Esteban Ocon     | Alpine-Renault        | 1:37,468  | +1,643    | 18         |
| 14       | Kevin Magnussen  | Haas-Ferrari          | 1:37,519  | +1,694    | 21         |
| 15       | Daniel Ricciardo | McLaren-Mercedes      | 1:37,622  | +1,797    | 16         |
| 16       | Cunoda Júki      | AlphaTauri-RBPT       | 1:37,888  | +2,063    | 19         |
| 17       | Alexander Albon  | Williams-Mercedes     | 1:37,904  | +2,079    | 18         |
| 18       | Nicholas Latifi  | Williams-Mercedes     | 1:38,028  | +2,203    | 18         |
| 19       | Mick Schumacher  | Haas-Ferrari          | 1:38,132  | +2,307    | 12         |
| 20       | Csou Kuan-jü     | Alfa Romeo-Ferrari    | 1:39,735  | +3,910    | 3          |

## Időmérő edzés
Az amerikai nagydíj időmérő edzését október 22-én, szombat délután tartották, magyar idő szerint 00:00-tól.
| helyezés              | rajtszám | versenyző        | csapat/motor          | 1. rész  | 2. rész  | 3. rész  | rajthely   | futott kör |
| --------------------- | -------- | ---------------- | --------------------- | -------- | -------- | -------- | ---------- | ---------- |
| 1                     | 55       | Carlos Sainz Jr. | Ferrari               | 1:35,297 | 1:35,590 | 1:34,356 | 1          | 14         |
| 2                     | 16       | Charles Leclerc  | Ferrari               | 1:35,795 | 1:35,246 | 1:34,421 | 12[a]      | 12         |
| 3                     | 1        | Max Verstappen   | Red Bull-RBPT         | 1:35,864 | 1:35,294 | 1:34,448 | 2          | 15         |
| 4                     | 11       | Sergio Pérez     | Red Bull-RBPT         | 1:36,163 | 1:35,864 | 1:34,645 | 9[b]       | 12         |
| 5                     | 44       | Lewis Hamilton   | Mercedes              | 1:36,148 | 1:35,732 | 1:34,947 | 3          | 18         |
| 6                     | 63       | George Russell   | Mercedes              | 1:36,195 | 1:35,692 | 1:34,988 | 4          | 19         |
| 7                     | 18       | Lance Stroll     | Aston Martin-Mercedes | 1:36,860 | 1:36,032 | 1:35,598 | 5          | 15         |
| 8                     | 4        | Lando Norris     | McLaren-Mercedes      | 1:36,465 | 1:36,341 | 1:35,690 | 6          | 18         |
| 9                     | 14       | Fernando Alonso  | Alpine-Renault        | 1:36,446 | 1:35,988 | 1:35,876 | 14[c]      | 17         |
| 10                    | 77       | Valtteri Bottas  | Alfa Romeo-Ferrari    | 1:36,746 | 1:36,321 | 1:36,319 | 7          | 18         |
| 11                    | 23       | Alexander Albon  | Williams-Mercedes     | 1:36,932 | 1:36,368 |          | 8          | 15         |
| 12                    | 5        | Sebastian Vettel | Aston Martin-Mercedes | 1:36,695 | 1:36,398 |          | 10         | 12         |
| 13                    | 10       | Pierre Gasly     | AlphaTauri-RBPT       | 1:36,577 | 1:36,740 |          | 11         | 11         |
| 14                    | 24       | Csou Kuan-jü     | Alfa Romeo-Ferrari    | 1:36,656 | 1:36,970 |          | 18[d]      | 15         |
| 15                    | 22       | Cunoda Júki      | AlphaTauri-RBPT       | 1:36,808 | 1:37,147 |          | 19[e]      | 12         |
| 16                    | 20       | Kevin Magnussen  | Haas-Ferrari          | 1:36,949 |          |          | 13         | 8          |
| 17                    | 3        | Daniel Ricciardo | McLaren-Mercedes      | 1:37,046 |          |          | 15         | 6          |
| 18                    | 31       | Esteban Ocon     | Alpine-Renault        | 1:37,068 |          |          | boxutca[f] | 6          |
| 19                    | 47       | Mick Schumacher  | Haas-Ferrari          | 1:37,111 |          |          | 16         | 8          |
| 20                    | 6        | Nicholas Latifi  | Williams-Mercedes     | 1:37,244 |          |          | 17[g]      | 8          |
| 107%-os idő: 1:41,968 |          |                  |                       |          |          |          |            |            |

Megjegyzések:
- ↑ a:  — Charles Leclerc autójában több motorkomponenst is kicseréltek, ezzel azonban túllépte a szezonra vonatkozó maximális darabszámot, így 10 rajthelyes büntetés kapott.[3]
- ↑ b:  — Sergio Pérez 5 rajthelyes büntetést kapott motorkomponenst cseréje miatt.[3][4]
- ↑ b:  — Fernando Alonso 5 rajthelyes büntetést kapott motorkomponenst cseréje miatt.[3]
- ↑ d:  — Csou Kuan-jü 5 rajthelyes büntetést kapott motorkomponenst cseréje miatt.[3]
- ↑ e:  — Cunoda Júki 5 rajthelyes büntetést kapott váltó cseréje miatt.[5]
- ↑ f:  — Esteban Ocon eredetileg a 17. időt érte el, autójában több motorkomponenst is kicseréltek, ezzel azonban túllépte a szezonra vonatkozó maximális darabszámot, így a rajtrács leghátsó helyéről indulhatott volna, de mivel a technikai delegált engedélye nélkül hajtották végre a cseréket, ezért a bokszutcából kellett indulnia.[5]
- ↑ g:  — Nicholas Latifi autójában több motorkomponenst is kicseréltek, ezzel azonban túllépte a szezonra vonatkozó maximális darabszámot, így a rajtrács leghátsó helyére sorolták vissza.

## Futam
Az amerikai nagydíj október 23-án, vasárnap rajtolt el, magyar idő szerint 21:00-kor.
| helyezés | rajtszám | versenyző        | csapat/motor          | futott kör | idő/kiesés oka   | rajthely | pont  |
| -------- | -------- | ---------------- | --------------------- | ---------- | ---------------- | -------- | ----- |
| 1        | 1        | Max Verstappen   | Red Bull-RBPT         | 56         | 1:42:11,687      | 2        | 25    |
| 2        | 44       | Lewis Hamilton   | Mercedes              | 56         | +5,023           | 3        | 18    |
| 3        | 16       | Charles Leclerc  | Ferrari               | 56         | +7,501           | 12       | 15    |
| 4        | 11       | Sergio Pérez     | Red Bull-RBPT         | 56         | +8,293           | 9        | 12    |
| 5        | 63       | George Russell   | Mercedes              | 56         | +44,815          | 4        | 11[a] |
| 6        | 4        | Lando Norris     | McLaren-Mercedes      | 56         | +53,785          | 6        | 8     |
| 7        | 14       | Fernando Alonso  | Alpine-Renault        | 56         | +1.25,078[e]     | 14       | 6     |
| 8        | 5        | Sebastian Vettel | Aston Martin-Mercedes | 56         | +1:05,354        | 10       | 4     |
| 9        | 20       | Kevin Magnussen  | Haas-Ferrari          | 56         | +1:05,834        | 13       | 2     |
| 10       | 22       | Cunoda Júki      | AlphaTauri-RBPT       | 56         | +1:10,919        | 19       | 1     |
| 11       | 31       | Esteban Ocon     | Alpine-Renault        | 56         | +1:12,875        | boxutca  |       |
| 12       | 24       | Csou Kuan-jü     | Alfa Romeo-Ferrari    | 56         | +1:16,164        | 18       |       |
| 13       | 23       | Alexander Albon  | Williams-Mercedes     | 56         | +1:20,075[b]     | 8        |       |
| 14       | 10       | Pierre Gasly     | AlphaTauri-RBPT       | 56         | +1:21,763[c]     | 11       |       |
| 15       | 47       | Mick Schumacher  | Haas-Ferrari          | 56         | +1:24,490[d]     | 16       |       |
| 16       | 3        | Daniel Ricciardo | McLaren-Mercedes      | 56         | +1:30,487        | 15       |       |
| 17       | 6        | Nicholas Latifi  | Williams-Mercedes     | 56         | +1:43,588[f]     | 17       |       |
| Ki       | 18       | Lance Stroll     | Aston Martin-Mercedes | 21         | baleset          | 5        |       |
| Ki       | 77       | Valtteri Bottas  | Alfa Romeo-Ferrari    | 16         | kicsúszás        | 7        |       |
| Ki       | 55       | Carlos Sainz Jr. | Ferrari               | 1          | baleseti sérülés | 1        |       |

Megjegyzések:
- ↑ a:  George Russell a helyezéséért járó pontok mellett a versenyben futott leggyorsabb körért további 1 pontot szerzett.
- ↑ b:  Alexander Albon eredetileg a 12. helyen ért célba, de utólag öt másodperces időbüntetést kapott jogosulatlan előnyszerzés miatt.[6]
- ↑ c:  Pierre Gasly eredetileg a 11. helyen ért célba, de utólag 10 másodperces időbüntetést kapott, mivel nem töltötte le büntetését a futam ideje alatt.
- ↑ d:  Mick Schumacher 5 másodperces időbüntetést kapott többszöri pályaelhagyás miatt, de a helyezését nem befolyásolta.
- ↑ e:  Fernando Alonso eredetileg a 7. helyen ért célba, de utólag 30 másodperces időbüntetést kapott nem biztonságos állapotban lévő autó vezetéséért.[6] Az Alpine ez ellen felülvizsgálatot kért és a büntetést visszavonták, Alonso pedig visszakapta a hetedik helyezést.[7]
- ↑ f:  Nicholas Latifi 5 másodperces időbüntetést kapott, miután pályaelhagyásra kényszerítette Mick Schumachert, ez a helyezését nem befolyásolta.

## A világbajnokság állása a verseny után
| H   | Versenyzők       | Pont | H   | Konstruktőrök         | Pont |
| --- | ---------------- | ---- | --- | --------------------- | ---- |
| 1.  | Max Verstappen   | 391  | 1.  | Red Bull-RBPT         | 656  |
| 2.  | Charles Leclerc  | 267  | 2.  | Ferrari               | 469  |
| 3.  | Sergio Pérez     | 265  | 3.  | Mercedes              | 416  |
| 4.  | George Russell   | 218  | 4.  | Alpine-Renault        | 149  |
| 5.  | Carlos Sainz Jr. | 202  | 5.  | McLaren-Mercedes      | 138  |
| 6.  | Lewis Hamilton   | 198  | 6.  | Alfa Romeo-Ferrari    | 52   |
| 7.  | Lando Norris     | 109  | 7.  | Aston Martin-Mercedes | 49   |
| 8.  | Esteban Ocon     | 78   | 8.  | Haas-Ferrari          | 36   |
| 9.  | Fernando Alonso  | 71   | 9.  | AlphaTauri-RBPT       | 35   |
| 10. | Valtteri Bottas  | 46   | 10. | Williams-Mercedes     | 8    |

(A teljes táblázat)

## Statisztikák
- Vezető helyen:
  - Max Verstappen: 40 kör (1-13, 15-17, 19-35 és 50-56)
  - Sergio Pérez: 4 kör (14, 36-38)
  - Charles Leclerc 1 kör (18)
  - Sebastian Vettel: 2 kör (39-40)
  - Lewis Hamilton: 9 kör (41-49)
- Carlos Sainz Jr. 3. pole-pozíciója.
- Max Verstappen 33. futamgyőzelme.
- George Russell 3. versenyben futott leggyorsabb köre.
- A Red Bull Racing 90. futamgyőzelme.
- Max Verstappen 75., Lewis Hamilton 189., Charles Leclerc 23. dobogós helyezése.
- A Red Bull Racing 5. konstruktőri világbajnoki címe.[8]